# زاعجة
الزاعجة (بالإنجليزية: Aedes) هي جنس من البعوضيات توجد في المناطق الإستوائية وشبه الإستوائية، كما توجد في كل القارات باستثناء القارة القطبية الجنوبية.
بعض الأنواع انتشرت بفعل البشر.
تعد الزاعجة المنقطة بالأبيض أكثر الأنواع اجتياحا، انتشرت في العالم الجديد (بضمنها الولايات المتحدة) عن طريق تجارة إطارات السيارات المستعملة.
يعد مايجن أول من وصفها في عام 1818 وأطلق عليها اسم ἀηδής أو Aedes من اللغة اليونانية القديمة بمعنى الزاعجة.
بعض أنواع الزاعجة ينقل أمراضا خطرة مثل متلازمة غيلان باريه وحمى الضنك والحمى الصفراء وشيكونغونيا. الزاعجة البولينيزية في بولينيزيا مسؤولة عن انتقال مرض يدعى داء الفيل.
يمكن الكشف عن الزاعجة ومراقبتها باستخدام الفخ البيضي.
درس معهد برود ومعهد ج كريغ فنتر جينوم بعوضة الحمى الصفراء (أو الزاعجة المصرية). نشرت النتائج الأولية في آب 2005، ثم نشرت نتائج تحاليل وأبحاث الجينوم في حزيران 2007. يمكن الحصول على التعليقات على الجينوم في موقع فكتور بيس (VectorBase).

## التنصيف
يضم جنس الزاعجة حوالي 700 نوع. وينقسم جنس الزاعجة إلى 4 سلالات هي:
- الزاعجة
- السقفاوات (بالإنجليزية: Stegomyia)، مثل Stegomyia pia[4]
- Diceromyia
- Finlaya

لكن هذه السلالات تعامل حاليا من قبل البعض على أنها أجناس كاملة.